# Anita Pallenberg
Anita Pallenberg (Rome, 6 april 1942 – Londen, 13 juni 2017) was een Italiaans model, actrice en modeontwerpster.

## Biografie
Als dochter van een in Italië werkzame Duitse kunstenaar en een Duitse secretaresse kon ze op jonge leeftijd al vier talen spreken. Ze werd geboren in Rome, maar werd in 1944 door haar ouders naar Duitsland gebracht om daar Duits te leren. Ze werd op 16-jarige leeftijd van school gestuurd en vertrok naar New York. Anita Pallenberg had een Amerikaans paspoort.
Zij maakte in 1967 haar acteerdebuut met de hoofdrol in de Duitse bioscoopfilm Mord und Totschlag, die dat jaar werd genomineerd voor de Gouden Palm tijdens het Filmfestival van Cannes.
In de in 1968 uitgebrachte speelfilm Barbarella van de Franse regisseur Roger Vadim speelde ze de rol van The Great Tyrant. Ze acteerde ook onder meer onder de regisseurs Volker Schlöndorff en Marco Ferreri. Bij de originele opname van het Rolling Stones-lied Sympathy for the Devil zong ze mee in het achtergrondkoor.
Pallenberg stond bekend om haar relatie met Rolling Stones-leden Brian Jones, die ze ontmoette in 1965, en Keith Richards tussen 1967 en 1980. In 1967 kregen Pallenberg en Jones ruzie en kreeg Richards een relatie met haar. Jones zou dit Richards niet meer vergeven.

## Privé
Pallenberg en Richards kregen drie kinderen. De jongste stierf na tien weken aan wiegendood. Pallenberg heeft veel problemen gehad met drugs, die ze ook gebruikte tijdens het opgroeien van haar kinderen. Pallenberg overleed in 2017 op 75-jarige leeftijd.
- Biblioteca Nacional de España: XX1154949
- Bibliothèque nationale de France: cb142134750 (data)
- Gemeinsame Normdatei: 1034787489
- International Standard Name Identifier: 0000 0000 6302 4537
- Library of Congress Control Number: no98124049
- MusicBrainz: 5a1eec3f-90b9-482e-bd45-4486d73c941b
- Nationale Bibliotheek van Tsjechië: xx0177025
- Nederlandse Thesaurus van Auteursnamen: 141331836
- Istituto Centrale per il Catalogo Unico: LO1V304741
- Système universitaire de documentation: 110532732
- Virtual International Authority File: 56821349
- WorldCat: E39PBJyRxjpTFW3MyvRyjbgBT3